# 蛮王柯南
蛮王柯南（英語：Conan the Barbarian，也作），是一个虚构的劍與魔法英雄，源自罗伯特·欧文·霍华德1932年開始於《詭麗幻譚》上刊登一系列故事，后被改编成书籍、漫画、若干电影（包括《野蛮人柯南》和《毁灭者柯南》）、电视节目（卡通和电视剧）、角色扮演游戏等多种不同形式。